# Ангус Ог Макдональд
Ангус Ог Макдональд (ум. 1490), мастер Островов и лорд Тротерниша, фактически последний независимый лорд Островов, незаконнорождённый сын Джона Макдональда (1434—1503), лорда Островов (1449—1493) и графа Росса (1449—1476).

## Биография
Ангус Ог был незаконнорождённым сыном (бастардом) Джона Макдональда (1434—1503), лорда Островов и графа Росса.
В 1476 году шотландский король Яков III Стюарт конфисковал у Джона Макдональда графство Росс и земли в Кинтайре и Напдейле, а также лишил его должностей шерифа в Нэрне и Инвернессе. Поводом для конфискации стал тайный договор, заключенный в 1462 году между лордом Островов и королём Англии Эдуардом IV о разделе Шотландского королевства. Но Джон Макдональд сохранил за собой титул лорда Островов и Гебридские острова. После этого Джон Макдональд лишился поддержки большей части своих родственников и подданных.
Ангус Ог отказался признавать договор 1476 года своего отца с королём Шотландии. В 1477 году он начал борьбу против своего отца Джона Макдональда и короля Шотландии, чтобы вернуть графство Росс и другие потерянные владения в Шотландии. Ангус Ог отстранил своего отца от власти и изгнал его с острова Айлей. Джон Макдональд получил помощь со стороны кланов Маклейн из Дуарта, Маклауд из Льюиса-энд-Харриса и Макнил из Барры, а также его поддерживали король Шотландии и Джон Стюарт, граф Атолл. Ангус Ог пользовался поддержкой Домналла Баллока Макдональда, главы клана Макдональд из Даннивега и остальных ветвей клана Макдональдов.
В 1481 году у острова Малл, недалеко от современного города Тобермори, произошло решающее сражении между флотилиями Джона Макдональда и его мятежного сына Ангуса Ога, вошедшее в историю как Битва в «Кровавой бухте». Ангус Ог одержал победу над силами своего отца и его союзников. В том же году Ангус Ог нанес поражение в битве при Лагабраде королевской армии под командованием Джона Стюарта, графа Атолла. Согласно истории Макдональдов Хью Макдональда, в этом сражении граф Атолл потерял убитыми 517 воинов. После своих побед Ангус Ог подчинил своей власти замок Дингуолл и земли Росса. Ангус Ог Макдональд стал фактическим правителем Островов и вождем клана Макдональд.
В 1483 году королевские войска под командованием графа Атолла и графа Хантли выступили против Ангуса Ога Макдональда, заставив его очистить западное побережье и отступить на Гебриды. В 1488 году во время большого восстания феодалов против короля Якова III Стюарта Ангус Ог возобновил нападения на западное побережье и смог взять под свой контроль Инвернесс.

## Смерть и наследие
В 1490 году Ангус Ог Макдональд был убит во сне, ему перерезал горло ирландский арфист Диармайт O’Кайрпре. Причины убийства остаются неизвестными. После смерти Ангуса Ога шотландская корона возобновила наступление против Макдональдов на Гебридах.
Агнус Ог был женат на Изабелле Кэмпбелл, дочери Колина Кэмпбелла, графа Аргайла (ок. 1433—1493), от брака с которой у него был единственный сын, Дональд Дуб (ум. 1543). Также у Ангуса Ога был дочь по имени Маири. Во время гражданской войны на Гебридах между Джоном Макдональдом и Ангусом Огом Колин Кэмпбелл, граф Аргайл, в 1481 году захватил в плен своего внука, трёхлетнего Дональда Дуба, единственного наследника Ангуса.